# Романізм

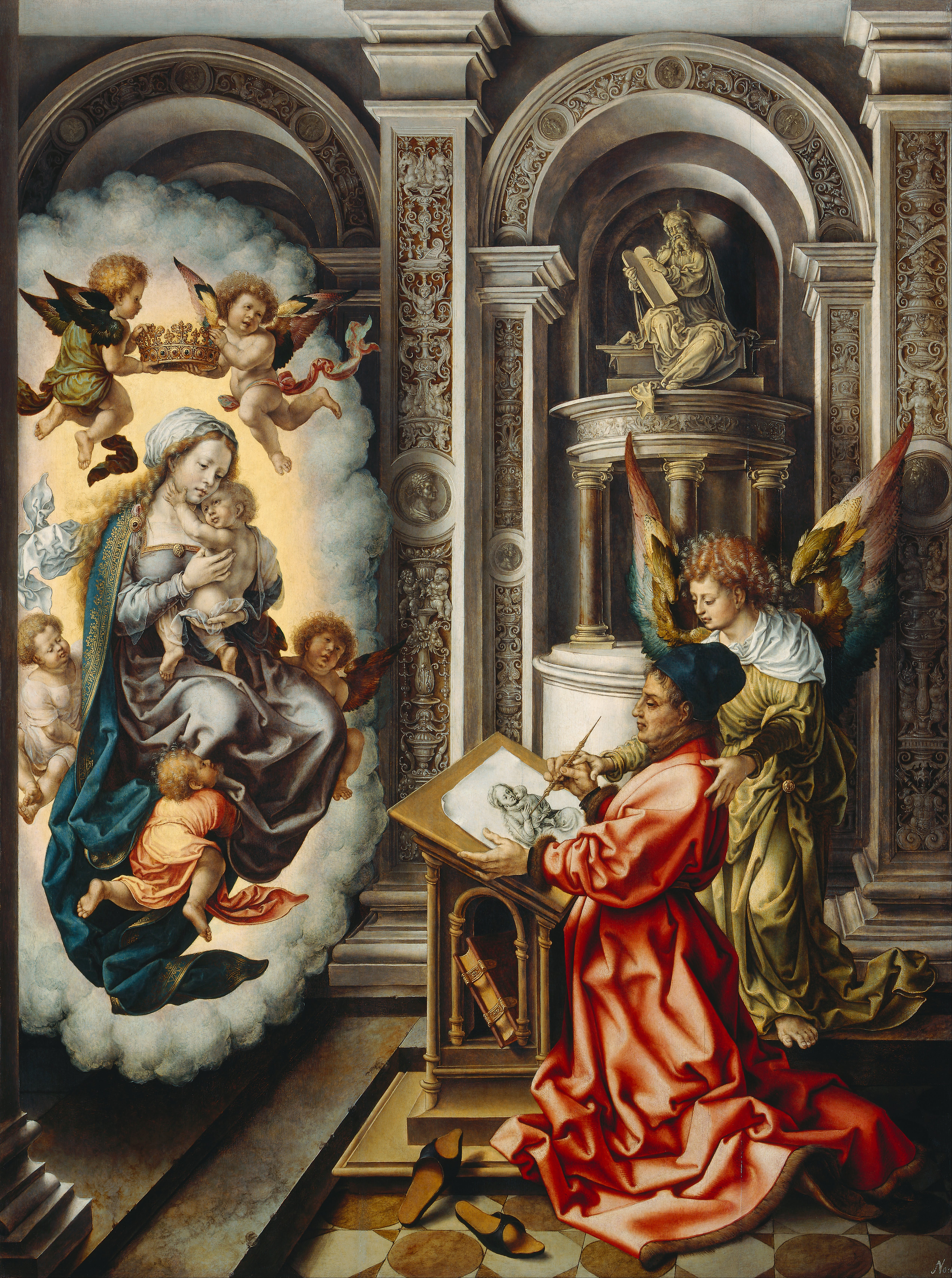
Св. Лука малює Мадонну Яна Госсарта

Романізм — течія в нідерландському живописі XVI століття, орієнтована на традиції італійського мистецтва і, в першу чергу, на досягнення школи римського класицизму XVI століття.

## Історія виникнення
Течія виникла завдяки розширенню культурних зв'язків з Італією, у результаті впливу мистецтва італійського Відродження на художників Північного Відродження. Художники-романісти прагнули поєднати нідерландські традиції з досвідом італійського Ренесанс, а потім і маньєризму. У Римі вони запозичили досвід провідних італійських художників того часу, таких як Мікеланджело та Рафаель та його вихованці. Повернувшись додому, ці північні художники (їх називали "романістами") створили стиль, який продовжував свій вплив до початку 17 століття, коли його відкинуло бароко.
Спираючись на міфологічну тематику, романісти ввели в північне мистецтво нові теми, що відповідали інтересам та смакам   покровителів  —гуманістів. 
Романісти писали на релігійні та міфологічні теми,  використовували складні композиції та зображували оголені людські тіла анатомічно правильним чином, але у надуманих позах. Художники оцінювали свої зусилля як інтелектуальний виклик .

## Термінологія
Термін "романіст" був введений істориками мистецтва XIX століття  Альфредом Міхієльси та Еженом Фроментіним, які помітили значні зміни в стилі північного живопису 16 століттія. Вони пояснювали зрушення впливом художників, які відвідували Італію, зокрема Рим, і називали їх романістами.
Спочатку термін використовувався  для позначення першої групи, яка подорожувала до Риму в першій половині 16 століття. Його застосування було розширено істориком мистецтва Джейн Тернером. У "Словнику мистецтв" було включено друге покоління художників, які здійснили подорож у другій половині 16 ст.

## Романісти

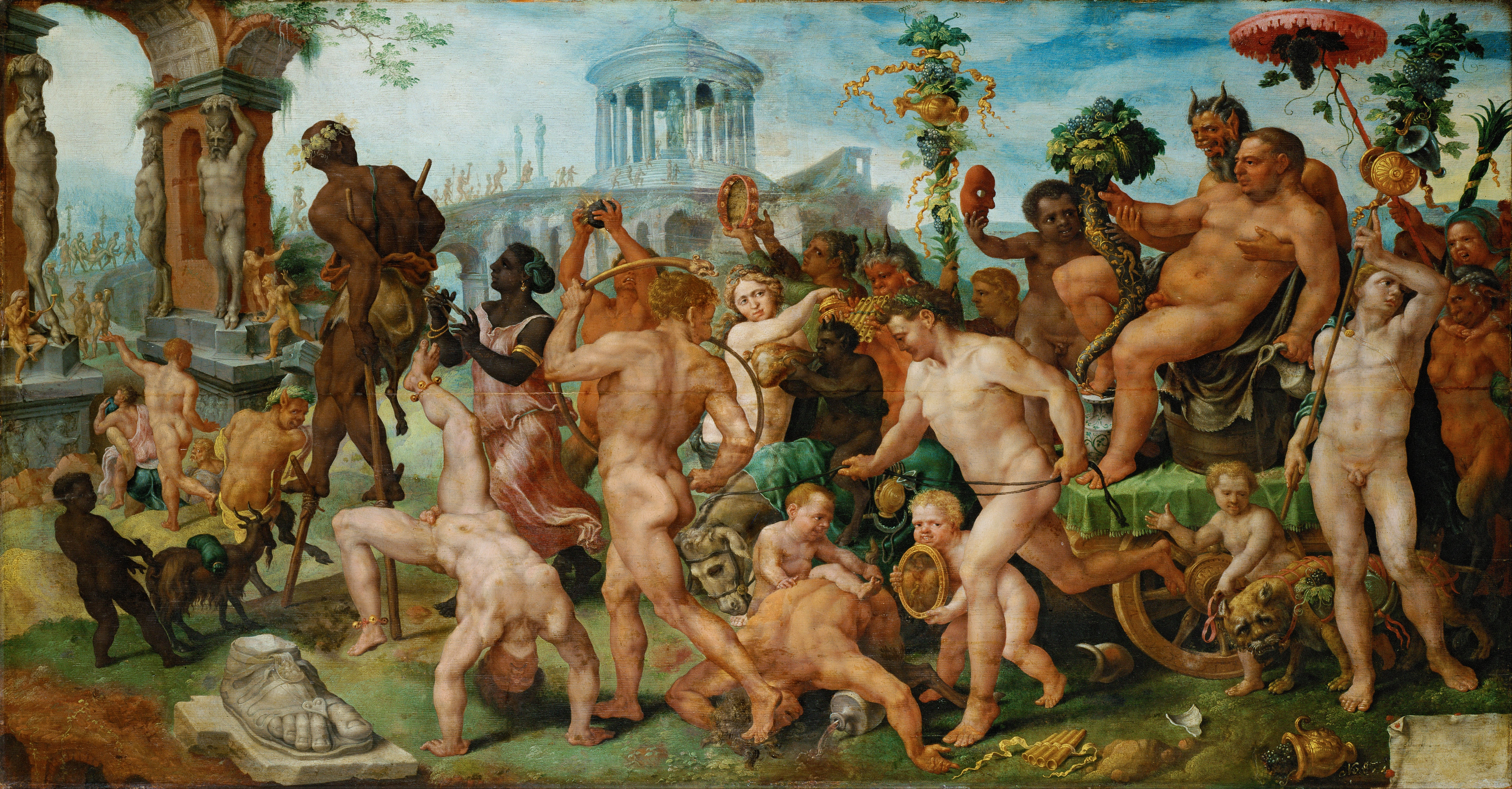
Тріумфальна процесія Вакха Маертеном ван Хемскерком

До першої групи художників, які поїхали до Риму для вивчення сучасного італійського мистецтва входять Ян Госсаерт, Ян ван Скорель, Маартен ван Хемскерк, Пітер Коке ван Аельст, Ламберт Ломбард, Ян Сандерс ван Гемессен, Міхіел Коксі і Франс Флоріс . Бернард ван Орлі часто також включається в цю групу, хоча він ніколи не відвідував Італію і лише ознайомився з італійським стилем із гравюр  Рафаеля для папських гобеленів, які були виткані в Брюсселі.
Ян Госсаерт був одним із перших нідерландських художників, який здійснив поїздку до Риму в 1508-1509 рр., а після повернення до північних Нідерландів, в основному, писав міфологічні сцени. Ян ван Скорель працював у Римі в 1522 та 1523 роках, де його  вразили роботи Мікеланджело та Рафаеля. Пітер Коке ван Аельст був в Італії до 1527 р. Ян Сандерс ван Гемессен подорожував до Італії на початку своєї кар'єри, приблизно в 1520 році. іВн вивчав  моделі класичної античності, такі як група Лаокоона, а також сучасні роботи Мікеланджело та Рафаеля. Міхель Коксі перебував у Римі протягом тривалого  часу, приблизно між 1529 і 1538 роками. На нього найбільше вплинув Рафаель (звідси його прізвисько `` фламандський Рафаель '') і він працював у повністю італійському стилі. Маартен ван Хемскерк подорожував до Риму близько 1532 року, де виготовив багато картин і малюнків. Після повернення на північ його робота допомогла поширити  італійський стиль, з особливим акцентом на анатомію оголеного людського тіла.
Ламберт Ломбард з Льєжу подорожував до Риму в 1537 році і розвивав теорії про класицизм. Він заохочував свого учня Франса Флоріса навчатися також у Римі. Флоріс перебував у Римі приблизно з 1540 р. І на нього впливали в основному Мікеланджело та Джуліо Романо. По поверненню він став одним із найвпливовіших римських романістів в Антверпені. Флоріс допоміг поширити новий стиль завдяки своїй майстерні та численним студентам, серед яких Кріспін ван ден Брок, Франс Пурб Старший, Ламберт ван Ноорт, Антоні Блокландт ван Монтфурт, Мартен де Вос та брати Амвросій I та Франс Франкен I.
До другої групи північних художників, які подорожували до Риму у другій половині 16 століття, входили Дірк Барендш, Адріан де Вердт, Ганс Спекерт на Бартоломаус Шпрангер. Це покоління художників зазвичай називають маньєристами. Вони виявили більше почуття пропорції та використовували простішу офіційну мову, ніж перше покоління романістів.

## Італійські впливи
Найважливіший вплив на романістів мали роботи Мікеланджело (зокрема, його робота в Сікстинській капелі ), Рафаеля (фрески в кімнатах Рафаеля ), а також учнів Рафаеля, таких як Джуліо Романо, Полідоро да Караваджо та Періно дель Вага. Класичні пам'ятники  в Римі були важливим об'єктом вивчення та натхнення для нідерландських художників у Римі.